# Anastrepha quiinae
Anastrepha quiinae är en tvåvingeart som beskrevs av Lima 1937. Anastrepha quiinae ingår i släktet Anastrepha och familjen borrflugor. Inga underarter finns listade i Catalogue of Life.